# ۲کی مارین
۲کی مارین (به انگلیسی: 2K Marin)، یک شرکت توسعه‌دهنده بازی‌های ویدئویی واقع در نوواتواست که در ماه دسامبر ۲۰۰۷ بنیانگذاری شد. این شرکت زیرمجموعه شرکت بازی سازی ۲کی گیمز است.